# فيفي سعيد
فيفي سعيد ممثلة مصرية بدات التمثيل في الاربعينات.

## أعمالها

### أفلامها[2]
- أغنية الحب والموت (1978)
- عاشقة نفسه (1982) قامت بدور (خالة دلال)
- حادثة شرف (1971) قامت بدور (أم شعبان)
- سيداتي آنساتي (1970)
- أرض النفاق (1968)
- أغلى من حياتي (1965)
- مطلوب أرملة (1965)
- الحرام (1965)
- شباب وحب ومرح (1964)
- زوج في إجازة (1964)
- الأشياء النفيسة (1964)
- المراهقان (1964)
- الباحثة عن الحب (1964)
- أم العروسة (1963) قامت بدون (أم محمود)
- سنوات الحب (1963) قامت بدور ( أم نادية)
- شباب طائش (1963)
- السبع بنات (1961)
- تحت سماء المدينة (1961)
- الغجرية (1960) قامت بدور (عتريسة)
- المراهقات (1960) قامت بدور (مدرسة الفصل)
- قلب في الظلام (1960) قامت بدور (والدة وفاء وإلهام)
- المبروك (1959) قامت بدور (ام هانم)
- سجن العذارى (1959)
- أنا حرة (1959) قامت بدور (الجارة)
- نساء محرمات (1959) قامت بدور (حليمه)
- توبة (1958) قامت بدور (جارة)
- الهاربة (1958) قامت بدور (أم ممدوح)
- وكر الملذات (1957)
- صاحبة العصمة (1956) قامت بدور (مديرة الملجأ)
- صحيفة سوابق (1956)
- أين عمري (1956) قامت بدور (الناظرة)
- سماره (1956)
- وهبتك حياتي (1956)
- بنادي عليك (1955)
- في سبيل الحب (1955) قامت بدور (مسعده - مرات مجاهد أبو عبد الرحمن)
- أيامنا الحلوة (1955) قامت بدور (خالة هدى)
- رنة الخلخال (1955)
- أيام وليالي (1955) قامت بدور (الداية)
- الوحش (1954) قامت بدور (زوجة هنداوى)
- نور عيوني (1954) قامت بدور (الداية)
- بين قلبين (1953) قامت بدور (ألفت)
- ابن الخلال (1951)
- ظلموني الناس (1950) قامت بدور (خالة العريس)
- على أد لحافك (1949)
- جواهر (1949) قامت بدور (أم العروسة)
- جهاز العروسة

### سهرة تلفزيونية
- الستارة